# Ferrari 330
Der Ferrari 330 ist eine von 1962 bis 1968 gebaute Modellfamilie des italienischen Automobilherstellers Ferrari, zu der Straßensportwagen und Wettbewerbsfahrzeuge gehörten. Gemeinsam mit dem Ferrari 275 diente der 330 als Nachfolger des Ferrari 250. Der 330 wurde seinerseits durch den Ferrari 365 ersetzt. Die Modellfamilie umfasst die Straßensportwagen 330 America, 330 GT 2+2 (Coupés) und 330 GTC/GTS (Coupé und Spyder) sowie die für die Prototypenklasse konzipierten Rennsportfahrzeuge 330 TR/LM, 330 GTO, 330 LMB und 330 P. Alle 330-Modelle wurden von unterschiedlich konstruierten Zwölfzylindermotoren mit 4,0 Litern Hubraum angetrieben. Davon leitet sich auch die Modellbezeichnung ab, die auf den (gerundeten) Hubraum eines einzelnen Zylinders (ca. 330 cm³) Bezug nimmt. Abgesehen von dieser technischen Gemeinsamkeit unterschieden sich die einzelnen Modelle der Familie hinsichtlich Fahrwerk und Aufbau erheblich.

## Die Motoren
In den Fahrzeugen der Modellfamilie 330 finden sich unterschiedliche Zwölfzylindermotoren mit 4,0 Litern Hubraum. Alle Motorvarianten gehen auf den Ingenieur Gioacchino Colombo zurück, der 1947 für Ferrari einen Zwölfzylinderblock mit einem Zylinderbankwinkel von 60 Grad und anfänglich nur 1,5 Litern Hubraum konstruiert hatte. Ferrari setzte diesen sogenannten Colombo- oder auch Shortblock-Motor seit 1948 mit unterschiedlichen Hubräumen von 2,0 Litern und mehr in diversen Straßensportwagen ein.

### Tipo 163
Die bislang letzte Ausbaustufe des Colombo-Motors war der 1960 vorgestellte Tipo 163, dessen Hubraum 3967 cm³ betrug (Bohrung × Hub = 77 × 71 mm). In dieser Version standen die Zylinder noch immer in einem Abstand von 90 mm, den Colombo schon 1947 festgelegt hatte. Der Tipo 163, der in der Straßenversion 340 PS (250 kW) bei 7.000 Umdrehungen pro Minute leistete, wurde ab 1960 im 400 Superamerica eingesetzt. Im Winter 1961/62 entstanden versuchsweise drei Straßensportwagen, bei denen eine leistungsreduzierte Version dieses Motortyps mit 300 PS (221 kW) bei 6.600 Umdrehungen pro Minute mit dem Fahrgestell des 250 GT 2+2 kombiniert wurde. Leistungsgesteigerte Varianten dieses Motors fanden ab 1962 ihren Weg in einige Rennsportwagen, die ebenfalls im Hinblick auf das Zylindereinzelvolumen von 330 cm³ die Modellbezeichnung 330 erhielten.

### Tipo 209

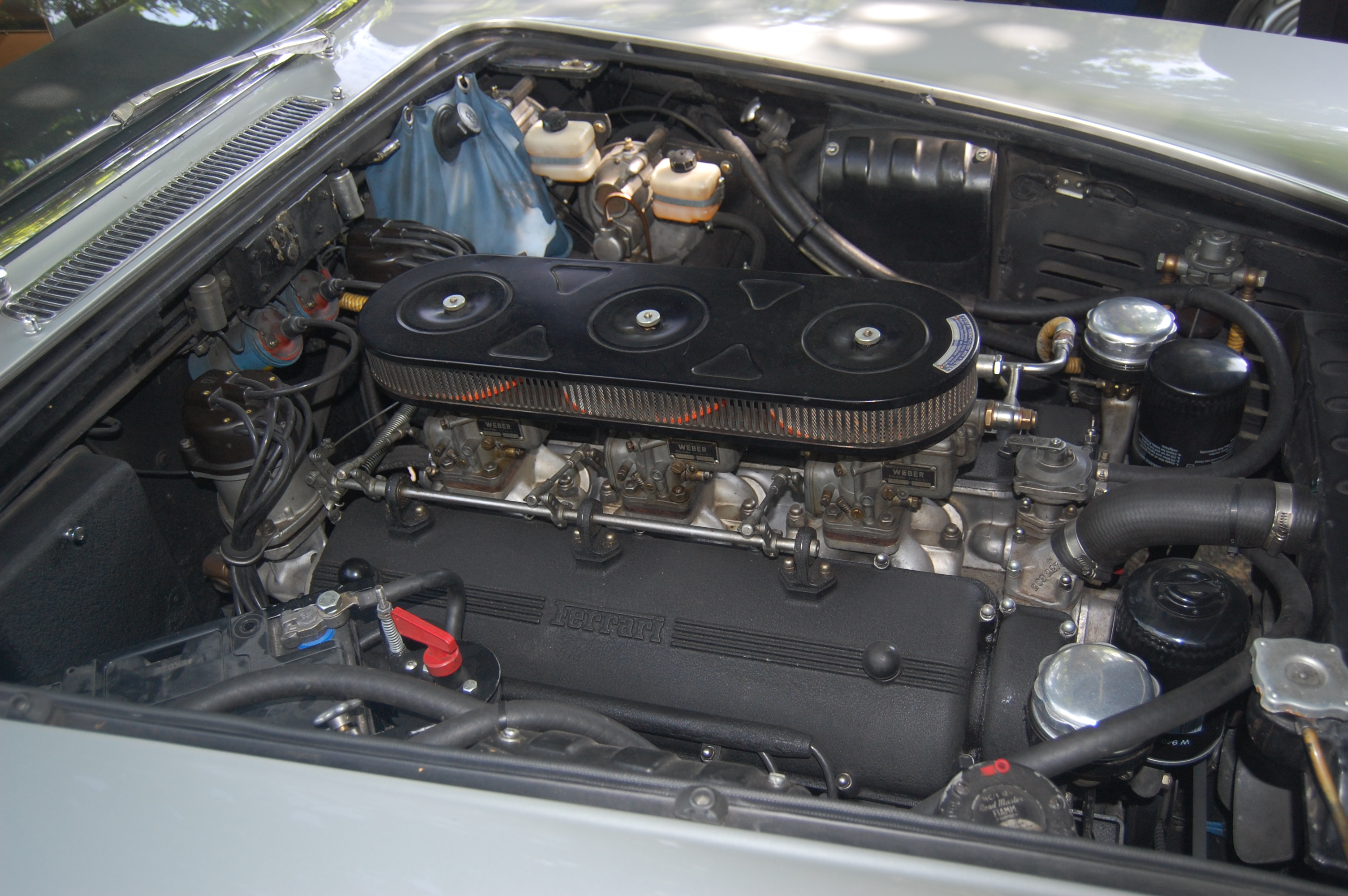
Der Zwölfzylinder Tipo 209 in einem Ferrari 330 GT 2+2

Davon zu unterscheiden ist der Zwölfzylindermotor Tipo 209. Er basiert ebenfalls auf dem Colombo-Motor und hat das gleiche Verhältnis von Bohrung und Hub (und damit den gleichen Hubraum) wie der Tipo 163. Der Zylinderblock war aber neu konstruiert. Zwar blieb der Zylinderbankwinkel unverändert bei 60 Grad, aber der Zylinderabstand (Stichmaß) wurde von 90 auf 94 mm vergrößert. Dadurch erreichte Ferrari eine Verbesserung des Kühlkreislaufs. Zugleich verlängerte sich der Motorblock um etwa 50 mm, und das Gewicht erhöhte sich um 25 kg. Jede Zylinderreihe hatte weiterhin eine obenliegende Nockenwelle, jeder Zylinder zwei Ventile.
Der Tipo 209 wurde bei den Straßensportwagen der Modellfamilie 330 mit Ausnahme der drei Versuchsfahrzeuge eingesetzt.

### Tipo 216, 216B und 237
Weitere Abwandlungen des 4,0-Liter-V12-Motors waren die Varianten Tipo 216, 216B und 237 für die Mittelmotor-Rennsportwagen 330 P2 (1965), 330 P3 (1966) und 330 P4 (1967). Bei gleichen Zylinderabmessungen sind die Rennsportvarianten durch neue Zylinderköpfe mit DOHC-Ventilsteuerung, eine Doppelzündung sowie eine Trockensumpfschmierung gekennzeichnet. Der Tipo 216 hatte sechs Doppelvergaser, aber trotz DOHC-Steuerung nur zwei Ventile pro Zylinder. Der Tipo 216B, wie der 216 unter Mauro Forghieri entwickelt, besaß erstmals eine Saugrohreinspritzung von Lucas und eine deutlich erhöhte Verdichtung. In der letzten Evolutionsstufe, für die Franco Rocchi verantwortlich war, erhielt das nun Tipo 237 genannte Triebwerk neue Zylinderköpfe mit drei Ventilen pro Zylinder (zwei Einlass-, ein Auslassventil) sowie gezielte Verstärkungen, um wie bei den zeitgenössischen Ferrari-Formel-1-Fahrzeugen eine mittragende Funktion zu übernehmen. Die Leistung stieg auf bis zu 450 PS (331 kW) bei 8.000 Umdrehungen pro Minute und mehr.

## Die Straßenmodelle
Unter der Modellbezeichnung 330 bot Ferrari von 1963 bis 1968 drei unterschiedliche Straßensportwagen mit Coupé- und Cabrioletaufbau an, die werksseitig jeweils Karosserien von Pininfarina hatten. Daneben wurden einige Einzelstücke mit Aufbauten anderer Designer aufgebaut. Bereits zuvor waren im Winter 1961/62 drei Versuchsfahrzeuge entstanden, bei denen das Chassis des 250 GT 2+2 mit dem Motor Tipo 163 kombiniert wurde (Chassis-Nrn. 2947GT, 3105GT und 4085). Zeitweiliger Eigentümer des ersten Fahrzeugs war Enzo Ferrari.

### 330 America (1963)

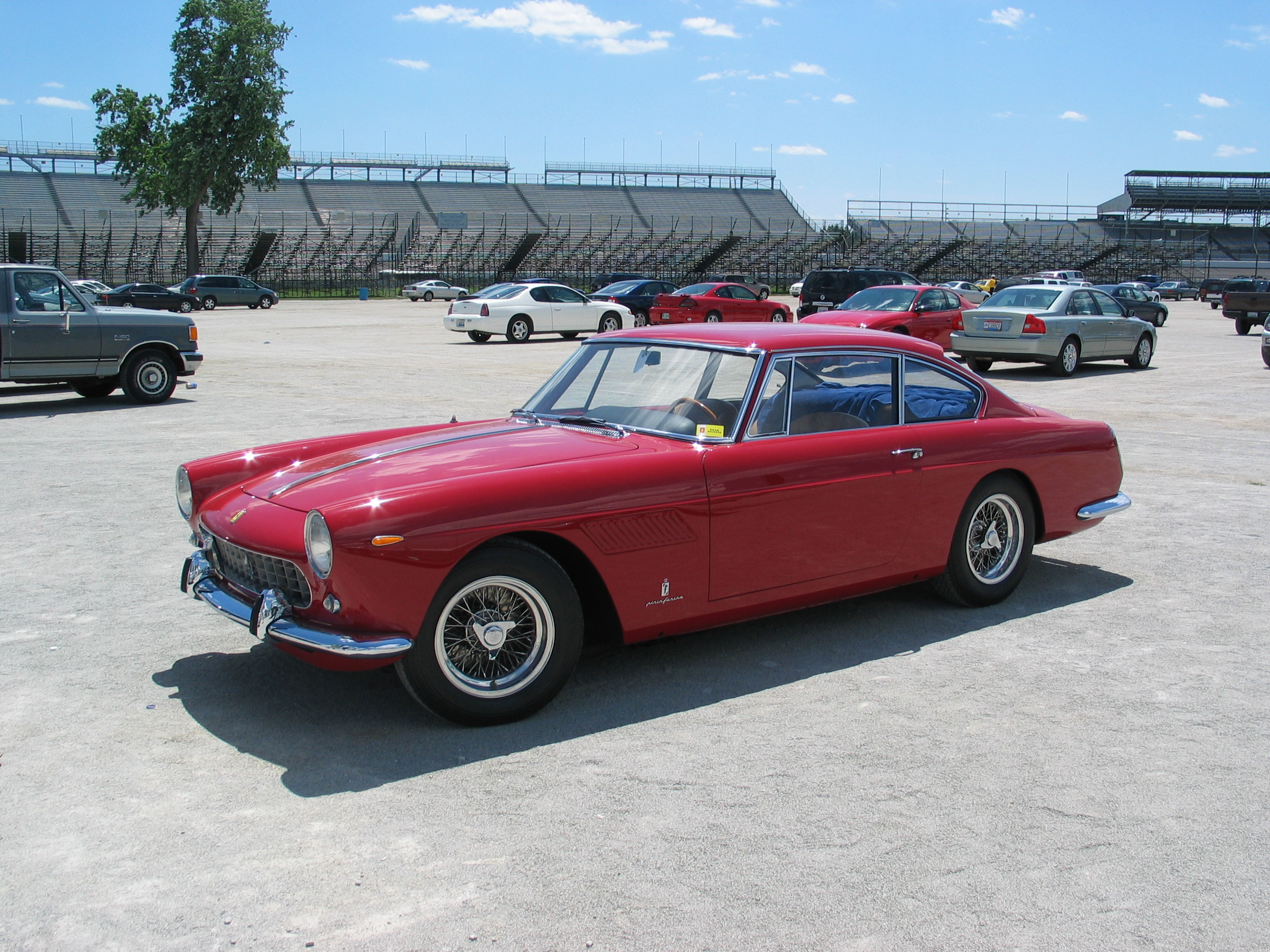
Ferrari 330 America

Der 1963 vorgestellte Ferrari 330 America war ein Übergangsmodell, das heute „fast vergessen“ ist. Er war Ferraris erstes Straßenfahrzeug, das den 4,0 Liter großen Zwölfzylindermotor Tipo 209 erhielt. Bei diesem Modell kombinierte Ferrari den neuen Motor mit der bereits drei Jahre zuvor von Pininfarina entworfenen Karosserie des 250 GTE 2+2. Beide Modelle sind äußerlich nicht voneinander zu unterscheiden. Das Fahrwerk entsprach ebenfalls dem des 250 GTE. Die America-Modelle waren mit einem handgeschalteten Fünfganggetriebe ausgestattet. Ihre Höchstgeschwindigkeit lag bei etwa 250 km/h. Die Autos wurden im Herbst 1963 bei Pininfarina aufgebaut. Insgesamt entstanden 50 Exemplare des 330 America.
Anfang 1964 ersetzte Ferrari den 330 America durch den 330 GT 2+2.

### 330 GT 2+2 (1964–1967)

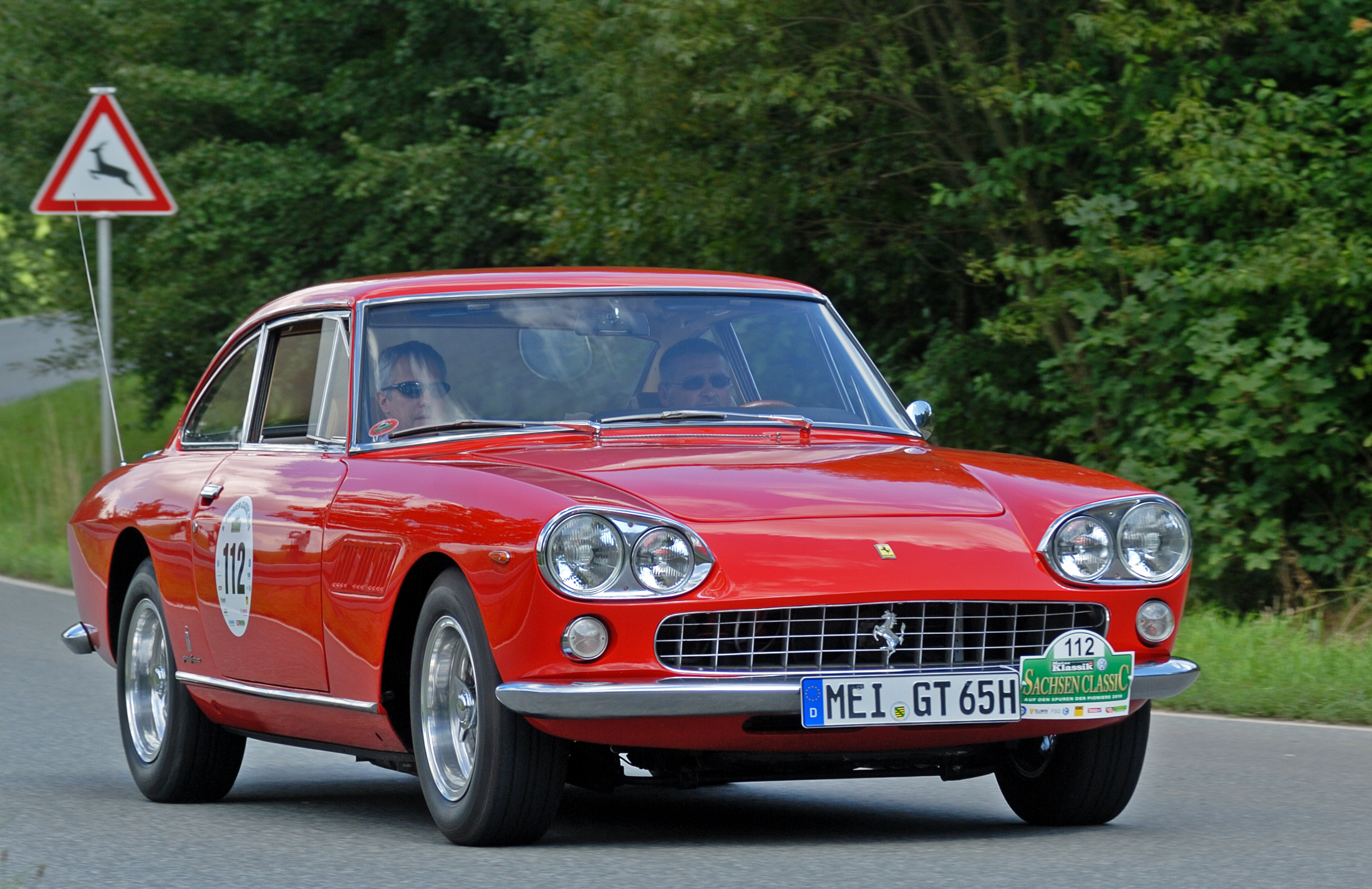
„Chinese Eyes“: Ferrari 330 GT 2+2 der ersten Serie

Der im Januar 1964 vorgestellte Ferrari 330 GT 2+2 löste den 330 America ab. Der Tipo-209-Motor wurde vom 330 America übernommen, das Chassis und die Karosserie hingegen waren komplett neu konstruiert bzw. gestaltet. Der 330 GT 2+2 hatte einen gegenüber dem 250 GTE 2+2 um 5 cm verlängerten Radstand. Das Fahrwerk hatte vorn eine Einzelradaufhängung, hinten verwendete Ferrari eine Starrachse mit Blattfedern. Neu waren hydraulische Teleskopstoßdämpfer von Koni. Die Bremsanlage arbeitete mit zwei Hydraulikkreisen und Scheibenbremsen an allen Rädern. Der Vierlitermotor leistete etwa 220 kW (299 PS) bei 7.500/min. Die Kraft übertrug anfänglich ein handgeschaltetes Vierganggetriebe mit Overdrive; ab 1965 war ein Schaltgetriebe mit fünf Vorwärtsgängen verfügbar.
Die von Tom Tjaarda für Pininfarina entworfene Karosserie war als Stufenheckcoupé ausgelegt. Der 330 GT 2+2 entstand in zwei Serien. In der ersten, 1964 und 1965 gefertigten Serie hatte das Auto Doppelscheinwerfer, die unterschiedlich groß waren (sogenannte „Chinese Eyes“). Diese Gestaltung wurde mit der 1965 eingeführten Serie 2 aufgegeben, mit der Ferrari zu einer Frontpartie mit zwei Einzelscheinwerfern zurückkehrte. Ab der zweiten Serie waren zudem ein handgeschaltetes Fünfganggetriebe und eine Servolenkung erhältlich. Der Übergang von der ersten zur zweiten Serie war fließend. 1965 gab es eine Zwischenserie mit Doppelscheinwerfern der ersten, aber dem Fünfganggetriebe und den hängenden Pedalen der zweiten Serie.
Von der Serie 1 einschließlich der Zwischenserie entstanden 628, von der zweiten Serie etwa 460 Exemplare. 1967 wurde der 330 GT 2+2 vom 365 GT 2+2 „Queen Mary“ abgelöst.

### 330 GTC/GTS (1966–1968)

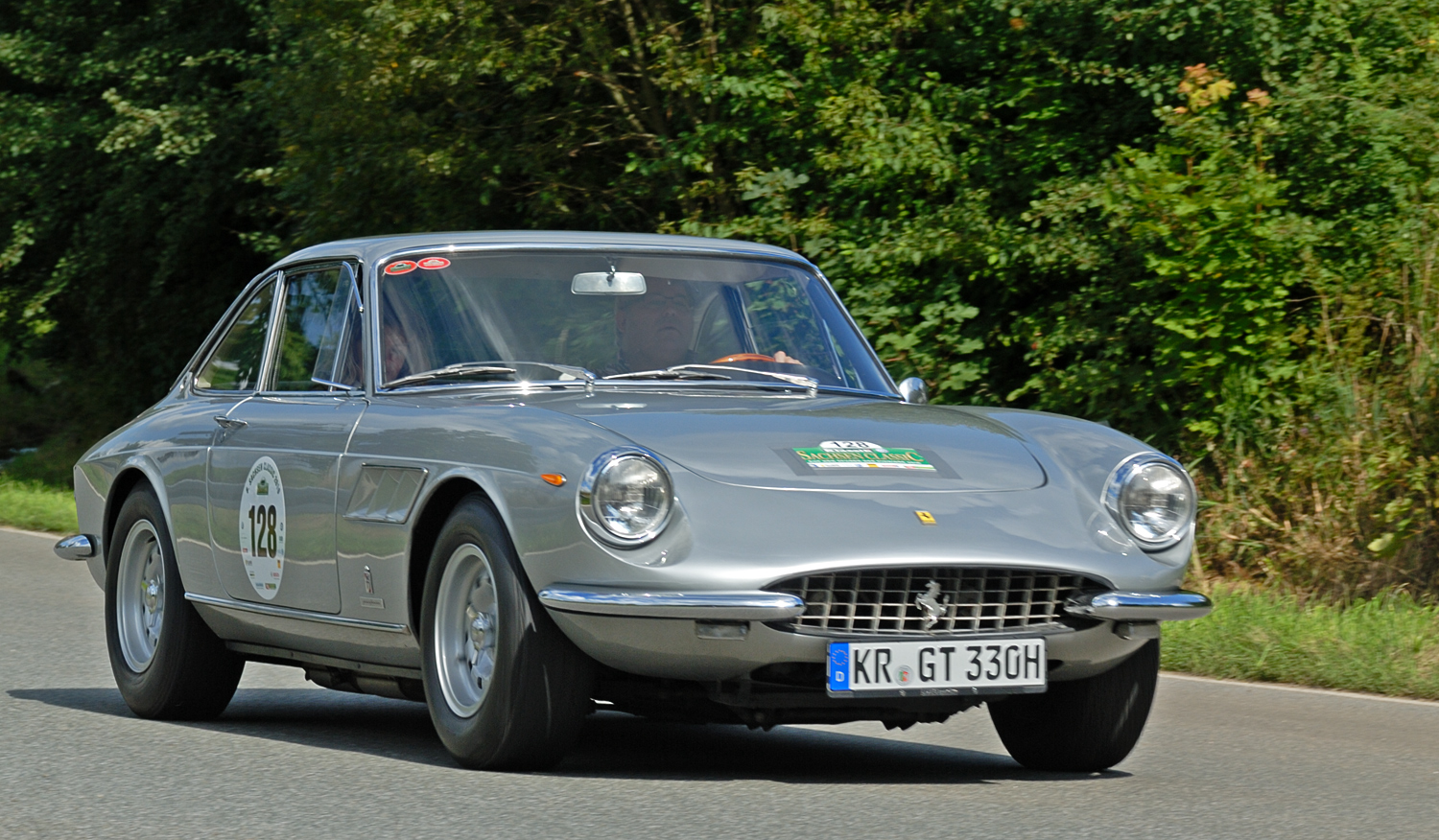
Ferrari 330 GTC

Der 1966 vorgestellte Ferrari 330 GTC war ein zweisitziges Coupé, die offene Version hieß 330 GTS. Mit dem GTC belegte Ferrari die Marktposition, die 1962 der 250 GT/Lusso eingenommen hatte. Der GTC und der GTS hatten ebenso wie der Lusso einen kurzen Radstand von 2.400 mm. Anders als beim längeren 330 GT 2+2, waren die Räder nicht nur vorn, sondern auch hinten einzeln aufgehängt. Als Motor wurde der unveränderte Zwölfzylinder Tipo 209 eingebaut, der auch hier 300 PS leistete. Die Kraftübertragung erfolgte über ein handgeschaltetes Fünfganggetriebe, das dem des 330 GT 2+2 (zweite Serie) entsprach.
Die Karosserie des 330 GTC und GTS hatte Aldo Brovarone für Pininfarina gestaltet. Sie kombinierte die Frontpartie des Ferrari 500 Superfast mit der Heckpartie des 250 GTS. Allerdings verlief die Gürtellinie horizontal ohne Hüftschwung über den Hinterrädern. Einzelne Fahrgestelle wurden mit abweichenden Karosserien von Pininfarina und Zagato eingekleidet.
Der GTC wurde auf dem Genfer Auto-Salon 1966 vorgestellt, der GTS auf der Mondial de l’Automobile im Oktober 1966. Rund 600 Coupés und 100 Spyder wurden bis zur Vorstellung der Nachfolger 365 GTC/GTS im Jahr 1968 produziert.

## Die Rennsportmodelle

### 330 TRI/LM (1962)

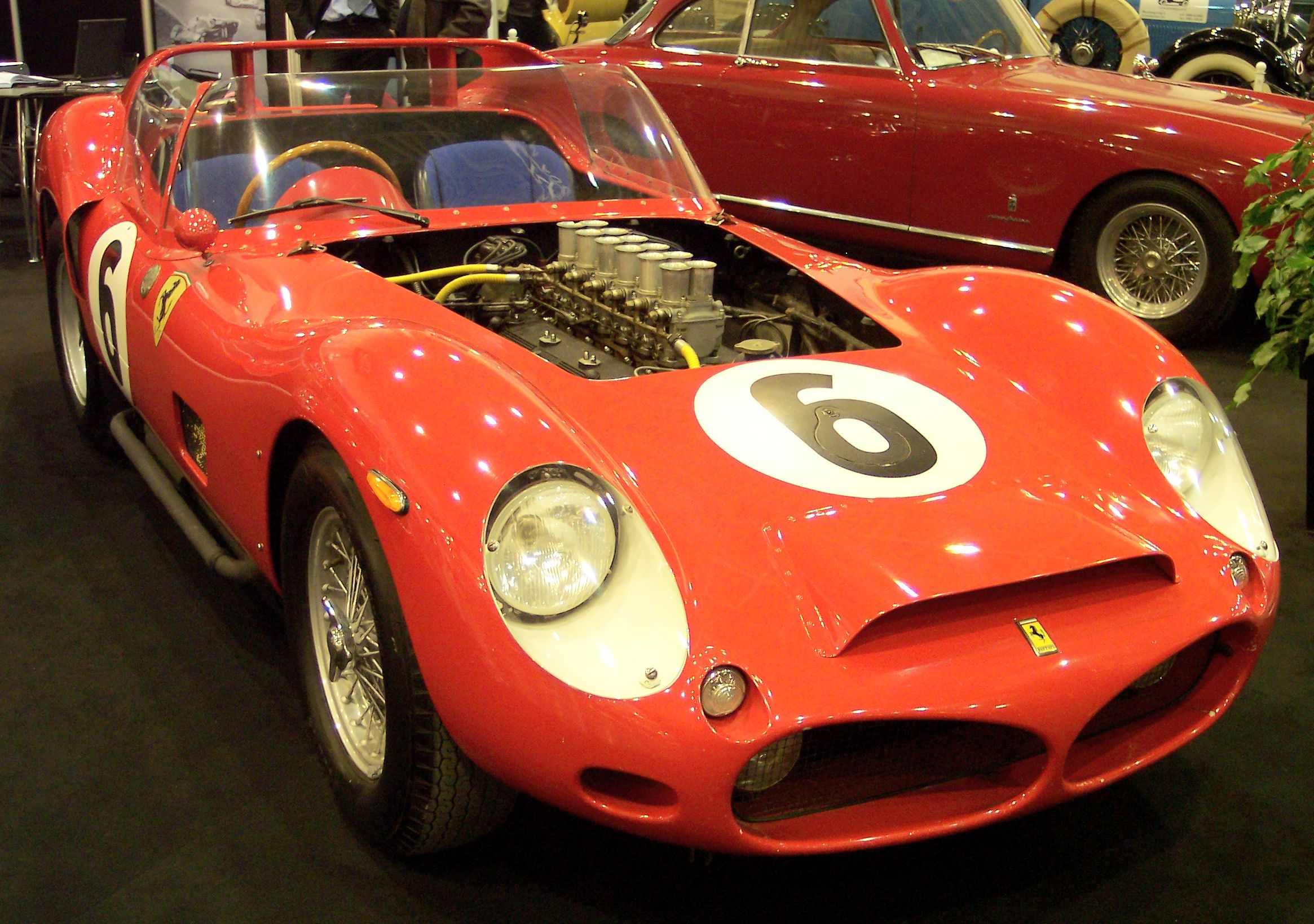
Ferrari 330TRI/LM

Für die neue Prototypen-Rennsportklasse mit einem Hubraumlimit von vier Litern konstruierte Ferrari den 330 TRI/LM. Dabei handelte es sich um einen TR 61, in den eine Hochleistungsvariante des Vierliter-V12 aus dem Ferrari 400 Superamerica eingebaut wurde (Tipo 163LM). Da der Motor länger war als der Dreiliter des 250, musste der Radstand des Wagens um rund 100 mm auf 2420 mm gestreckt werden.
Der Vierlitermotor leistete im 330TR/LM, von sechs Weber-42DCN-Vergasern versorgt, 265 kW (360 PS) bei 7800/min. Das Fünfganggetriebe lag an der Hinterachse.
Seinen einzigen Werkseinsatz erlebte das Einzelstück 1962 in Le Mans, wo er unter Phil Hill und Olivier Gendebien gewann; danach wurde er in die USA verkauft. Seit 2007 ist er im Besitz des argentinischen Milliardärs Gregorio Perez Companc.

### 330 GTO (1962/63)

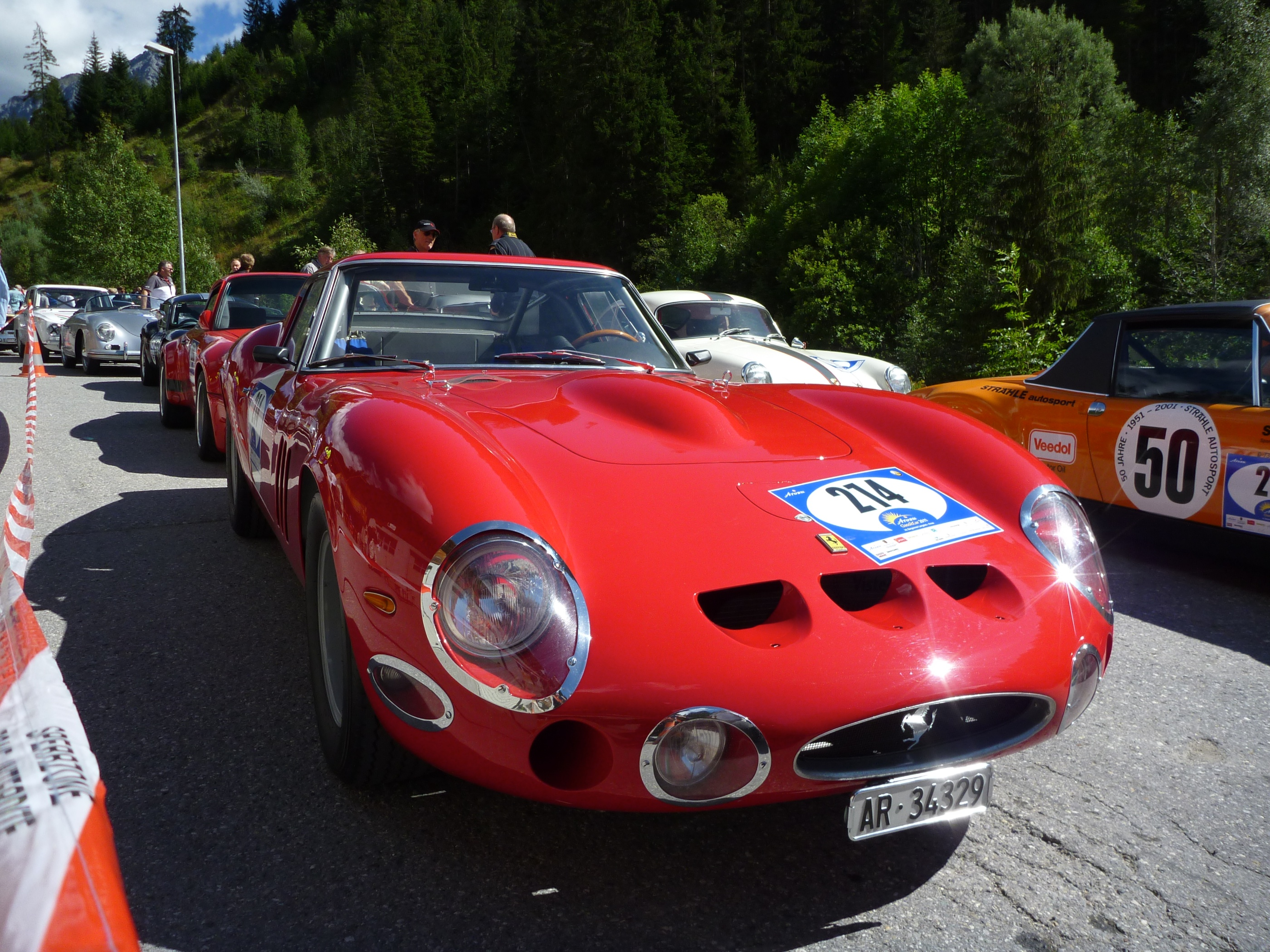
Ferrari 330 GTO (Recreation)

Ab 1962 entstand ebenfalls der Ferrari 330 GTO. Äußerlich entspricht er weitgehend dem Ferrari 250 GTO, besitzt jedoch das modifizierte Chassis des Ferrari 400 Superamerica sowie einen 4,0-Liter-V12-Frontmotor Tipo 163LM, der demjenigen des 330 TRI/LM entspricht. Der Radstand ist – bedingt durch die anderen Motorabmessungen – gegenüber dem 250 GTO geringfügig verlängert; markantestes äußeres Kennzeichen ist eine größere höhere Wölbung mittig auf der Motorhaube. Das Modell, von dem je nach Sichtweise nur zwei oder drei Fahrzeuge entstanden, hatte zwei Werkseinsätze: Ein zweiter Gesamtrang beim 1000-km-Rennen auf dem Nürburgring 1962 sowie ein Ausfall beim 24-Stunden-Rennen von Le Mans 1962. Gegen Ende der Saison verkaufte die Scuderia Ferrari den in Le Mans eingesetzten 330 GTO mit der Chassisnummer 3765LM; seit 1967 ist er in amerikanischem Besitz und existiert im Concours-Zustand bis heute.
Ein weiterer 330 GTO mit der Chassisnummer 4561SA wurde erst im Laufe des Jahres 1963 begonnen. Er entstand parallel zu den vier 330 LMBs, kam jedoch zu keinen Werkseinsätzen, sondern wurde später verkauft. Ungeachtet eines dokumentierten Verkaufspreises von zwölf Millionen Schweizer Franken im Jahr 1990 erschien der Wagen vielfach im historischen Motorsport. Bei einem dritten Chassis, 3673SA, ist bis heute umstritten, ob es ursprünglich als 330 GTO-Werkswagen aufgebaut wurde: Manche halten es für ein erst im Herbst 1962 komplettiertes Einzelstück eines Ferrari 400 Superamerica GT. Neuere Erkenntnisse deuten darauf hin, dass er zunächst spätestens im Mai 1962 als 330 GTO entstand, als Werkswagen auf dem Nürburgring diente, vor dem Le-Mans-Rennen aber bei einem Unfall schwer beschädigt und dann erst als 400 GT neu aufgebaut wurde.

### 330 LMB (1963)
1963 entstanden für den Prototypen-Rennsport vier 330 LMB genannte Berlinetten mit dem Vierliter-V12 in Rennversion auf einem Radstand von 2500 mm. Die Frontpartie dieser Fahrzeuge glich der des Ferrari 250 GTO, Dach und Heck wiesen mit dem Ferrari 250 Lusso einige Ähnlichkeit auf. Typisches Merkmal des 330 LMB waren zudem die auf die hinteren Kotflügel aufgesetzten Lufthutzen.
Angetrieben wurde der 330 LMB von einem 287 kW (390 PS) starken Vierliter-SOHC-V12 (Bohrung × Hub 77 × 71 mm, Hubraum 3967 cm³) mit Einfachzündung und sechs Weber-42DCN-Vergasern. Das Vierganggetriebe war am Motor angeflanscht.

### 330P (1964–1967)

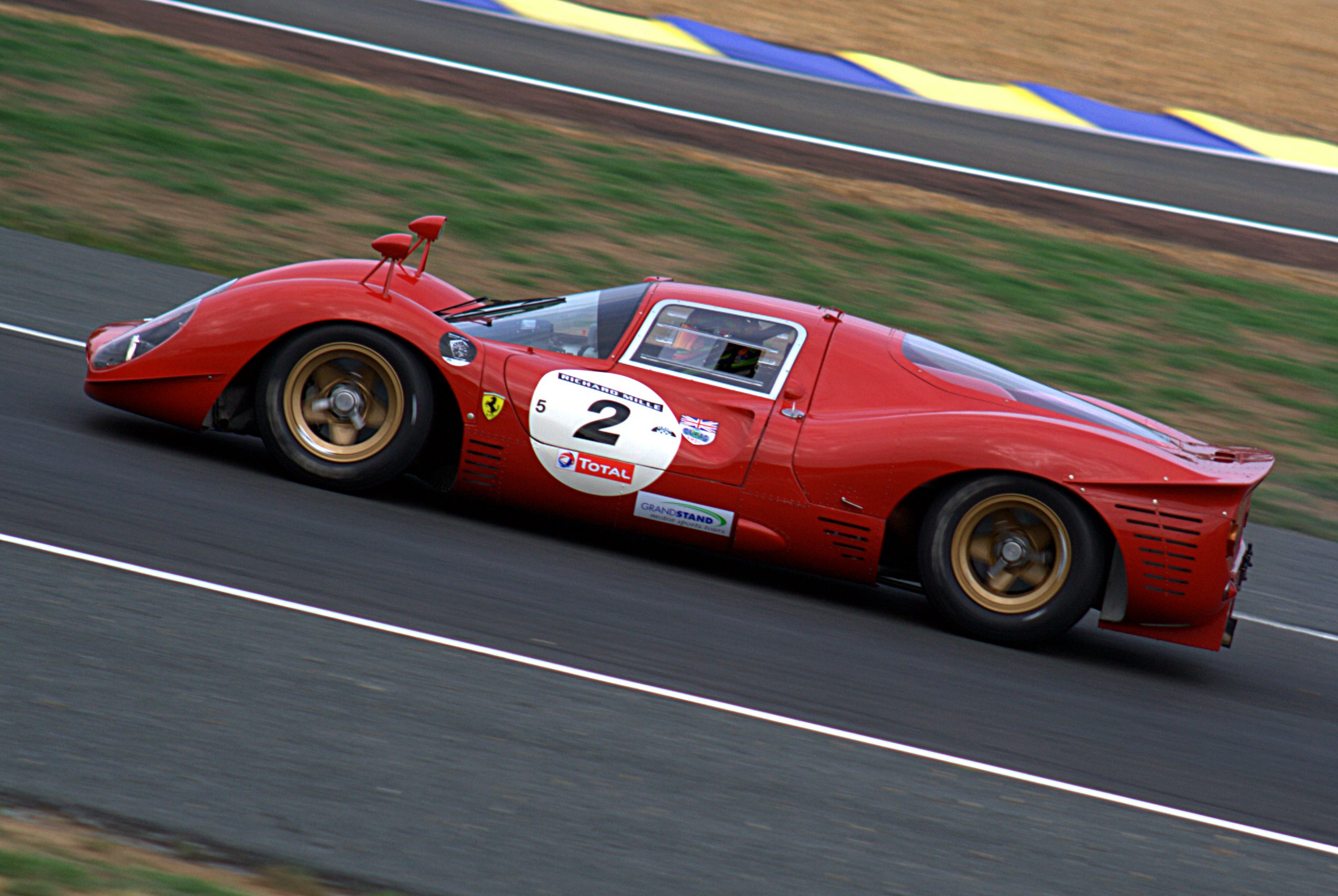
Ferrari 330P3

Beim 330P handelte es sich um einen Mittelmotor-Prototypenrennsportwagen, der von einer Version des Vierliter-V12 angetrieben wurde. Der 330P war der Nachfolger des 250/275P und wurde in den Versionen P, P2, P3 und P4 eingesetzt. Während der 330P noch einen Motor der Spezifikation Tipo 163LM nutzte, erhielten die im Jahresabstand überarbeiteten und neu aufgebauten Rennsportwagen Motoren der Spezifikation Tipo 216, 216B und 237. Je nach Zählweise und Zuordnung zu den Parallelmodellen 275, 365 und 412 entstanden etwa 14 Fahrzeuge.